# Le Village des idiots
Pour plus de détails, voir Fiche technique et Distribution.
Le Village des idiots est un court métrage d'animation humoristique, co-réalisé par Eugene Fedorenko et 
Rose Newlove et écrit par John Lazarus (en) en 2000, basé sur un conte folklorique yiddish d’un résident de la ville de Chelm. Le film a reçu vingt prix et mentions, dont un prix spécial du Jury au Festival international du film d'animation d'Annecy et le prix décerné au meilleur court métrage d'animation à la 21e cérémonie des prix Génie.

## Fiche technique
- Titre anglais : Village of Idiots

## Distribution
- Septimiu Sever : narration, version française
- Nicholas Rice : narration, version anglaise